# Numero di Erdős-Bacon
Il numero di Erdős-Bacon di una persona è definito come la somma del suo numero di Erdős e del suo numero di Bacon, due applicazioni semiserie della teoria del mondo piccolo e dell'ipotesi dei sei gradi di separazione riferite alla matematica e al cinema, rispettivamente. Essi sono due misure di "distanza" tra un individuo e il matematico Paul Erdős (espressa in termini di collaboratori intermedi) e tra un individuo e l'attore Kevin Bacon (espressa come collegamenti attraverso ruoli comuni in film).

## Definizione
Essendo i criteri di assegnazione dei due numeri appartenenti a campi così distanti, non sono molte le persone che li possiedono entrambi. Ad esempio, Paul Erdős stesso, mentre banalmente ha un numero di Erdős 0, ha numero di Bacon indefinito, non avendo egli partecipato a nessun film insieme all'attore statunitense. Se però non ci si ferma solo a considerare la lista di attori, ma si comprendono anche membri della produzione, allora Erdős possiede numero di Bacon uguale a 3 (e dunque anche numero di Erdős-Bacon 3), essendo apparso nel documentario N is a number: a portrait of Paul Erdős, musicato da Mark Adler. Mark Adler ha musicato Rat Pack - Da Hollywood a Washington, a cui ha partecipato Joe Mantegna, che ha filmato insieme a Bacon Sognando Manhattan.
La persona che si ritiene possa vantare il minimo numero è Daniel Kleitman, un matematico del MIT, cui si possono attribuire questi due "percorsi":
- ha collaborato con Paul Erdős in 7 pubblicazioni, la prima nel 1969, per cui ha numero di Erdős pari a 1;
- è apparso per un cameo in Will Hunting - Genio ribelle (di cui era anche consulente scientifico); Minnie Driver, che ha partecipato al film, ha anche girato Sleepers con Bacon, il che porta a 2 il numero di Bacon vantato da Kleitman.

Sommando, risulta dunque che Kleitman ha numero di Erdős-Bacon 3.
Gli unici modi in cui si potrebbe migliorare questo minimo, portandolo a 2, sono:
- che un coautore diretto di Erdős appaia in un film con Bacon;
- che Bacon collabori con un coautore diretto di Erdős, guadagnandosi un numero di Erdős uguale a 2;
- che qualche personaggio apparso in N is a number faccia un film insieme a Bacon, il che darebbe a Erdős un numero di Bacon 2 dopo la sua morte.

Infine, se Bacon apparisse in un documentario su Paul Erdős, Erdős si troverebbe assegnato un numero di Bacon 1; mentre è ormai impossibile che Bacon collabori con Erdős, morto nel 1996.

## Lista parziale di persone con numero di Erdős-Bacon finito
1. Daniel Kleitman (matematico): 3 (numero di Erdős: 1 + numero di Bacon: 2)
2. Dave Bayer (matematico): 4 (2+2)
3. Brian Greene (fisico): 5 (3+2)
4. Marco Pedicini (matematico): 5 (2+3)
5. Richard Feynman (fisico): 6 (3+3)
Danica McKellar (matematica e attrice): 6 (4+2)
John Platt (astronomo/informatico): 6 (3+3)
Bertrand Russell (filosofo e matematico): 6 (3+3)
Alessandro Iraci (matematico): 6 (2+4)
Yaroslav D. Sergeyev (matematico e attore): 6 (3+3)
6. David Albert (filosofo e fisico): 7 (4+3)
Stephen Hawking (fisico): 7 (4+3)
Natalie Portman (attrice): 7 (5+2)
7. John Hagelin (fisico): 8 (5+3)
Geoffrey Nunberg (linguista): 8 (5+3)
Fred Alan Wolf (fisico): 8 (5+3)
8. Carl Sagan (astronomo): 9 (6+3)

Si usa considerare in questa lista scherzosamente anche il giocatore di baseball Hank Aaron, che ha firmato insieme a Erdős una palla da baseball alla Emory University di Atlanta in un giorno in cui a entrambi venivano consegnate lauree honoris causa, assegnandogli numero di Erdős 1. Tenuto conto del fatto che risulta unito a Kevin Bacon attraverso Susan Gardner, egli avrebbe numero di Erdős-Bacon 3.